# Carice
Carice (Haitianisch-Kreolisch Karis) ist eine Gemeinde im Département Nord-Est von Haiti. Sie liegt nahe der Grenze zu der Dominikanischen Republik im Arrondissement Vallières.

## Geschichte
Der Ort Carice war ursprünglich ein ländlicher Gemeindebezirk der Gemeinde Vallières und erhielt im Jahr 1889 den Status einer selbstständigen Gemeinde.

## Lage und Beschreibung
Carice ist eine abgelegene Gemeinde im Bergland unweit der Grenze zu der Dominikanischen Republik, die über Wege und Pisten sowohl von der Route Nationale RN-3 (Hinche / Saint-Raphaël) als auch von der Route Nationale RN-6 (Ouananminthe) aus erreichbar ist.
Neben dem Zentrum Ville de Carice bestehen zwei ländliche Gemeindebezirke:
1. Bois-Camelle mit Cigarra, Eau-Garice, Face-au-Nord und Savane-Salée sowie
2. Rose-Bonite mit Albert-Derina, Carrefour, Cesar, Francois-Pierre, Moïse, Morne-à-Tuf, Nan Gustin, Nan l’Etat, Nan Vilmé und Wacacou.

Nach ersten Hilfsmaßnahmen der Weltbank im Jahr 2007 erhielt die Gemeinde im Jahr 2018 dank einer humanitären Spende einer christlichen Gemeinschaft aus den Vereinigten Staaten erstmals ein Wasserversorgungssystem für 10.000 Einwohner.